# Barrandov News
Barrandov News (dříve Barrandov Muzika, poté Barrandov Family) byl čtvrtý televizní kanál skupiny TV Barrandov. Jeho vysílání bylo zahájeno 5. září 2015. Byl dalším spuštěným kanálem skupiny TV Barrandov po kanálu Kino Barrandov, který začal vysílat v dubnu a Barrandov Plus, jehož start proběhl téhož roku v květnu.
Ode dne zahájení vysílání stanice, tehdy jako Barrandov Muzika, vysílala v pozemní Regionální síti 8 a prostřednictvím satelitního Skylinku a některých IPTV. 1. ledna 2017, v den přejmenování na Barrandov Family, skončilo její vysílání na satelitu. Ve stejný den vstoupila do slovenského pozemního multiplexu 2, kde nahradila odcházející Markízu. V dubnu téhož roku vstoupila i do DVB-T2 Přechodové sítě 12. Na konci června 2018 stanice odešla ze slovenského pozemního vysílání a 7. ledna 2020 ukončila, už jako Barrandov News, vysílání i v českém DVB-T2, aby uvolnila místo nově vzniklé CNN Prima News. 31. října 2020, v důsledku vypnutí Regionální sítě 8, definitivně ukončila pozemní distribuci. Šířena přestala být taktéž službami Kuki, SledováníTV a T-Mobile TV. Od listopadu 2020 je vysílána pouze prostřednictvím Vodafone TV, UPC a Lepší.TV. Server parabola.cz 14. listopadu 2020 informoval, že stanice ukončí vysílání o půlnoci z 29. na 30. listopad. Došlo ale pouze k vyřazení programu z nabídky UPC a Vodafone TV. Úplné vypnutí nastalo až o den později, o půlnoci z 30. listopadu na 1. prosinec.

## Historie

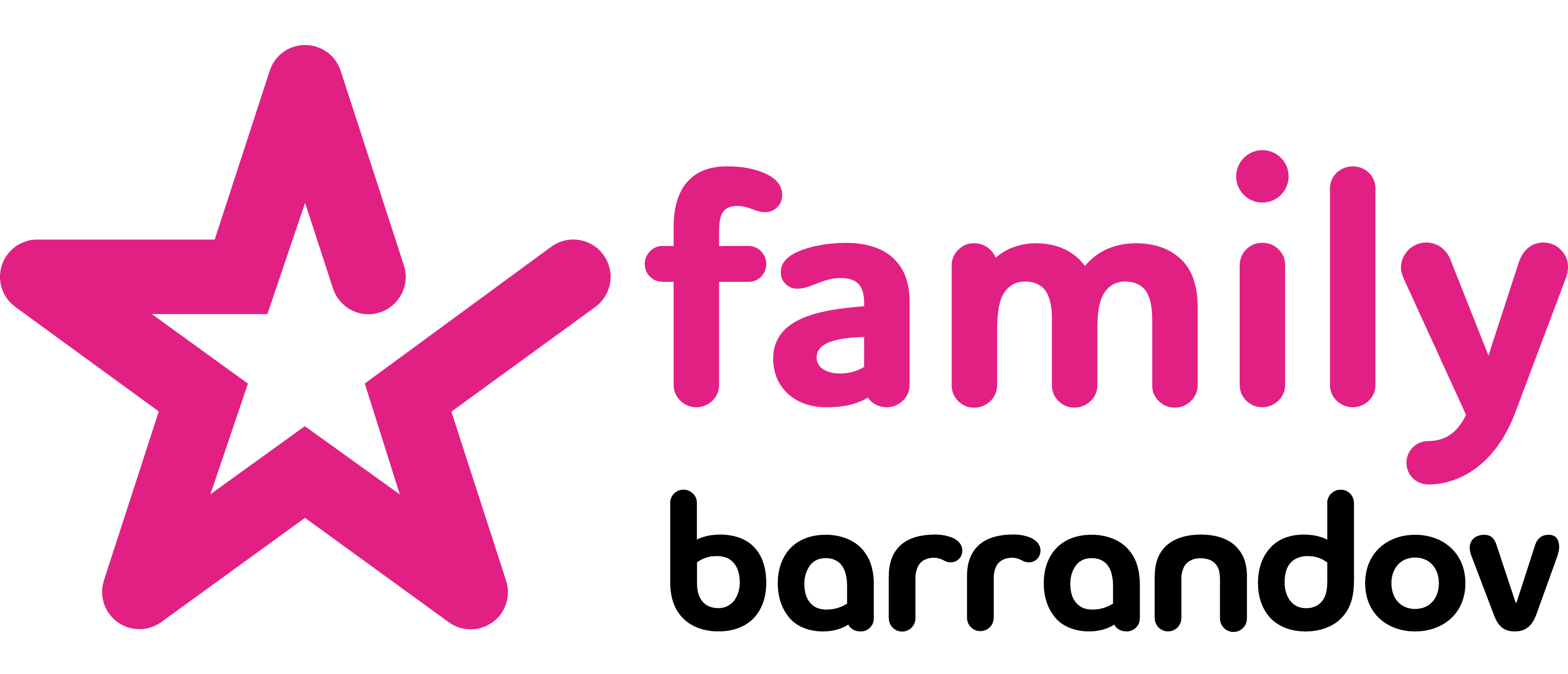
Barrandov Family Logo

Hudební kanál Barrandov Muzika z portfolia televizní skupiny Barrandov se 1. ledna 2017 přejmenoval na Barrandov Family. Program měl oslovit širší cílovou skupinu než původní Barrandov Muzika. Přibližně polovinu obsahu měla tvořit vlastní tvorba skupiny Barrandov.
Barrandov Muzika skončila pod tímto názvem a svým vysílacím schématem k 31. prosinci 2016.
Dne 29. října 2018 proběhla změna názvu na Barrandov News. Hlavním důvodem změny bylo programové schéma – změna proběhla hlavně ve večerním vysílání: každý všední den vysílal Barrandov News pořady Jaromíra Soukupa. Stanice dále začala vysílat především reprízy pořadů vlastní tvorby, jako například Nebezpečné vztahy, Aféry – neuvěřitelné životní příběhy, Soudkyně Barbara, Soudce Alexandr a další. Denně také nabízela teleshoppingový blok Klenot TV, ten byl v lednu 2020 přesunut na Kino Barrandov. Od února do dubna 2019 vysílala i filmy.
Dva dny před startem vysílání ukázala stanice ve vysílání Barrandov Family omylem své logo, ve vysílání vydrželo přibližně 2 hodiny.

## Program
Stanice ve všední dny vysílala výhradně pořady Jaromíra Soukupa a teleshopping, o víkendech především pořady vlastní tvorby. Ranní a noční vysílání vyplňovaly hudební klipy.